# Кригк, Иоганн Якоб
Иоганн Якоб Кригк (нем. Johann Jacob Kriegk; 23 июня 1750 года, Бибра — 24 декабря 1814 года, Майнинген) — немецкий виолончелист и композитор.
С шести лет пел в хоре Майнингенской придворной капеллы, в 11 лет был принят в неё как скрипач. Состоял на службе у различных знатных особ, в 1773 г. занял место первой скрипки в Амстердамской опере, затем отправился в Париж, где встретился с Жаном Луи Дюпором — и решил поменять инструмент, на год поступив к нему в обучение как виолончелист. Затем несколько лет был камер-музыкантом герцога Монморанси, после чего вернулся в Майнинген, где стал придворным камер-музыкантом, а с 1800 г. и капельмейстером. Кригку принадлежит несколько сонат и концертов для виолончели, развивающих виртуозную традицию Дюпора. Среди его учеников был Фридрих Дотцауэр.